# Bob G. Lind
För andra personer med samma namn, se Bob Lind

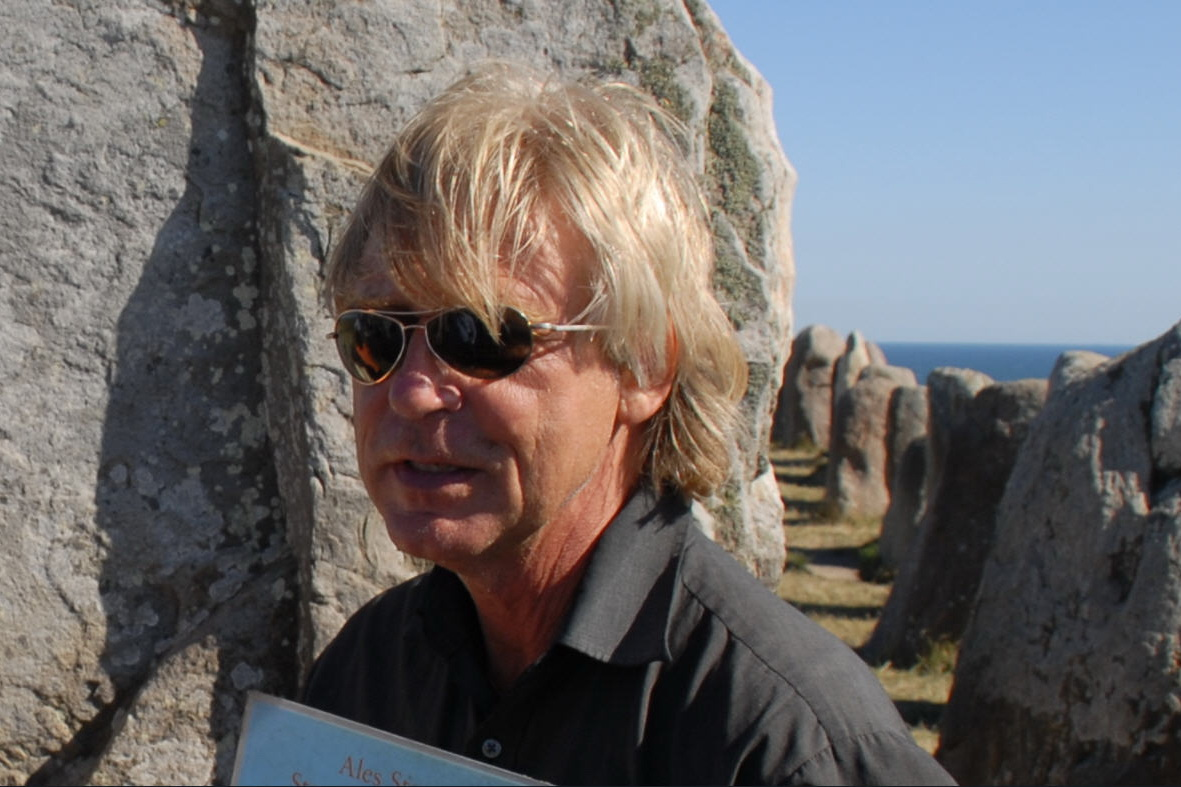
Bob G Lind vid Ales stenar 2008.

Bob G Lind, född Bo Göran Ivar Lind den 5 juli 1950, är en svensk författare, homeopat och amatörforskare, främst inom området arkeoastronomi, som verkar i Skåne. 

## Biografi
Lind är mest känd för sina kontroversiella idéer om skeppssättningen Ales stenar, som han presenterat i flera egenhändigt utgivna skrifter och genom mycket intensiv privat guideverksamhet på platsen. I december 2007 gick han även ut i media med en radikal nytolkning av gravfältet Höga stenar.
Han har också intresserat sig för sädesfältscirklar, om vilka han publicerade en bok år 1994. Lind menade att dessa var en varning från en utomjordisk intelligens om en annalkande kärnkraftskatastrof. “Den enastående tekniken som används när cirklarna i sädesfälten skapas är fullständigt överlägsen vår egen och fjärrstyrs alltid av en flygande farkost med utomjordisk intelligentia ombord”, skrev han bland annat. Han menar även att epicentrum och den första kontakten med den utomjordiska intelligensen inträffade i Uppåkra, där en stor järnåldersboplats har upptäckts. De tre (idag två) gravhögarna skall ha ingått i ett nätverk av energifält, dels för att skydda invånarna, dels för att ge drivkraft åt utomjordiska farkoster. Informationen hade Bob Lind fått under en nattlig meditation inne i en cirkel i Harplinge 1993.
Linds tolkningar har i allmänhet fått litet eller inget stöd från forskarsamhället, men hans envisa kamp mot etablissemanget har uppmärksammats i media varför hans hypoteser ändå fått stor spridning. 
Han är även verksam som bland annat homeopat och irisdiagnostiker i Malmö.

## Musiker
Lind släppte 1977 en singel: Älskar dig / Marie och 1978 ytterligare två: Farväl min vän / Du är allt för mig och Hej Angelie / Dröm men ändå verklighet.

## Kritik
- Curt Roslund & Jonathan Lindström, "Det stora guidebråket på Ales stenar" i Folkvett 2002:2